# Rhododendron impeditum
Rhododendron impeditum är en ljungväxtart som beskrevs av I. B. Balf. och W. W. Smith. Rhododendron impeditum ingår i släktet rododendron, och familjen ljungväxter. Inga underarter finns listade i Catalogue of Life.

## Bildgalleri

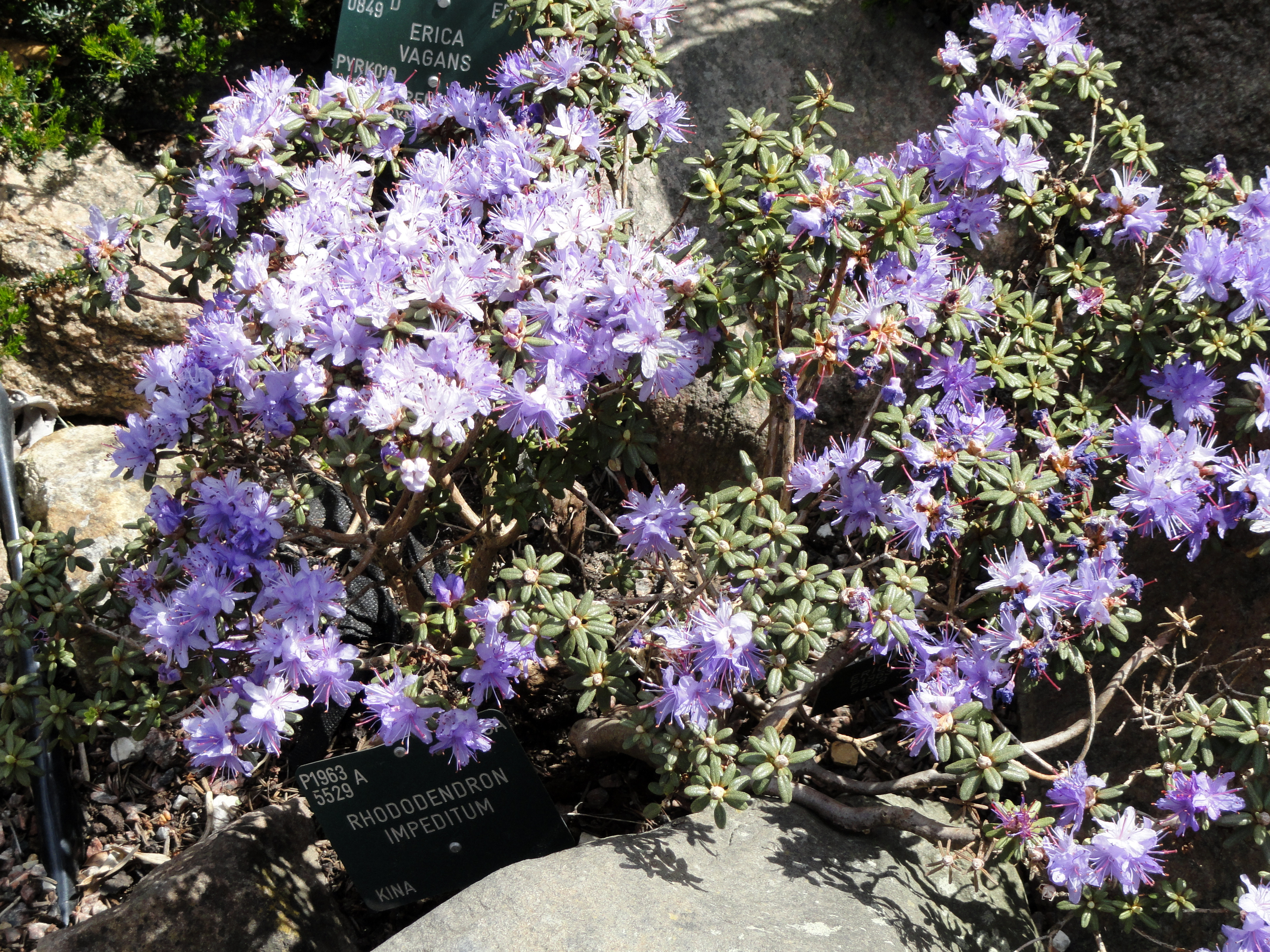
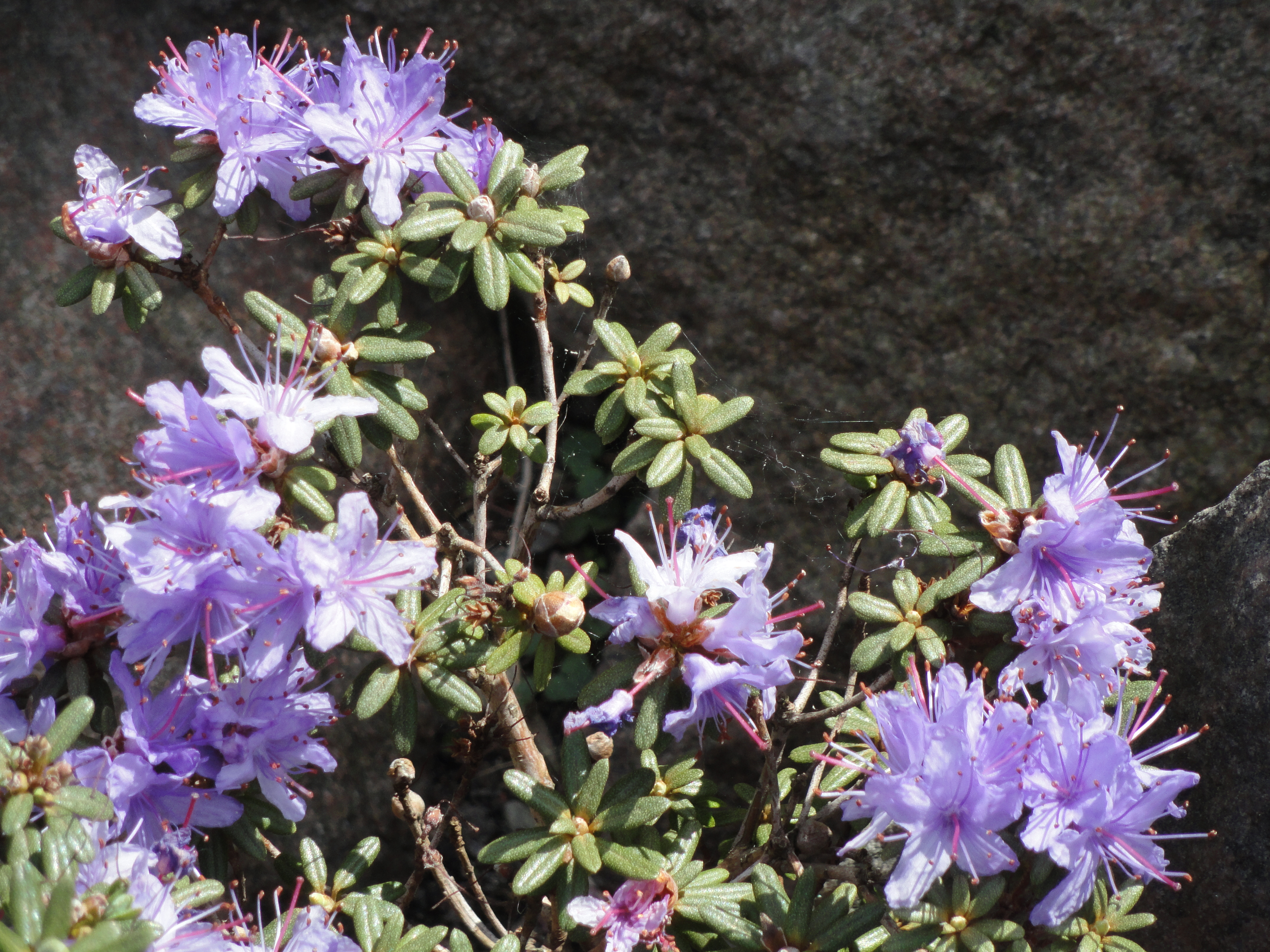
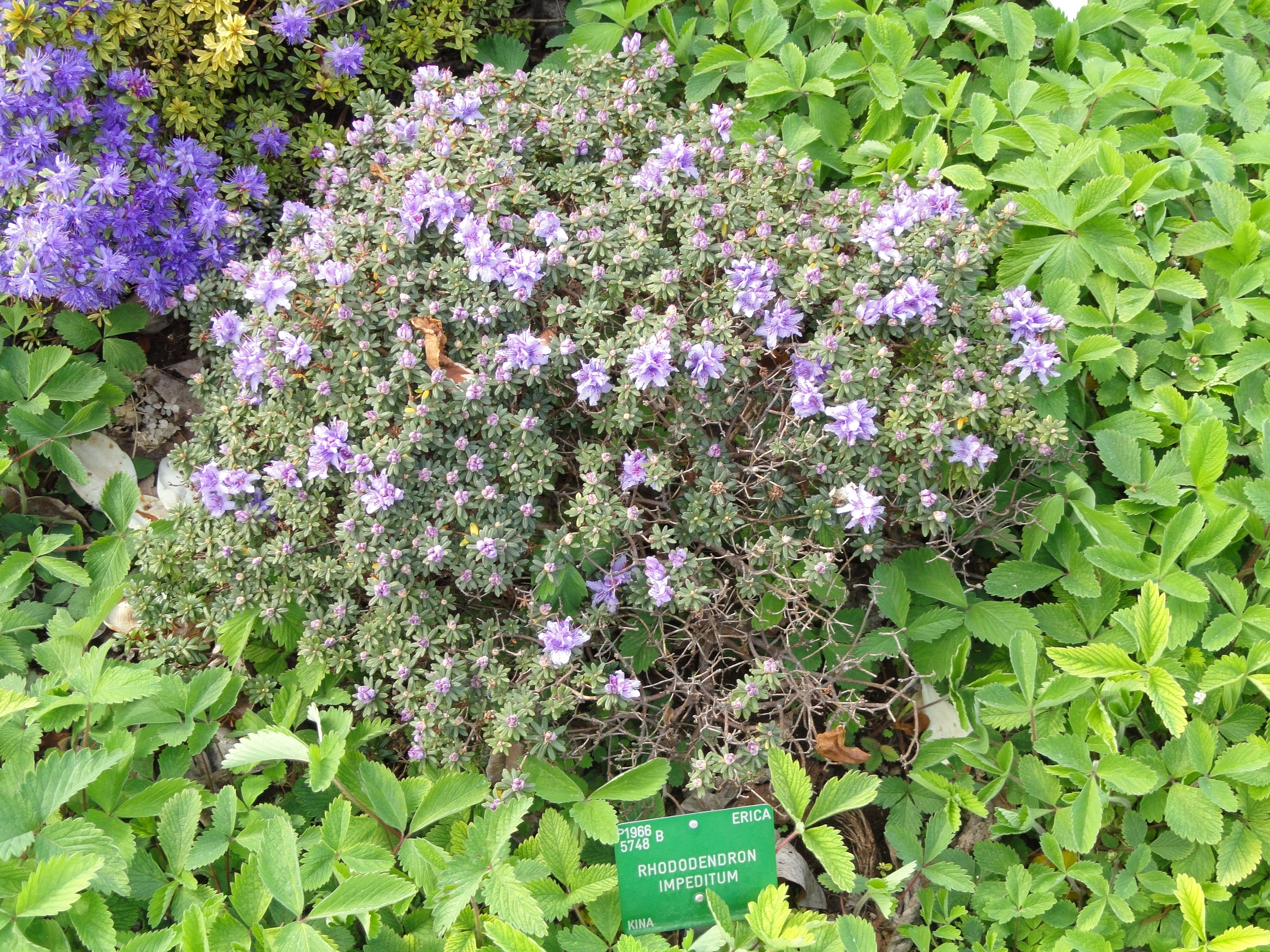
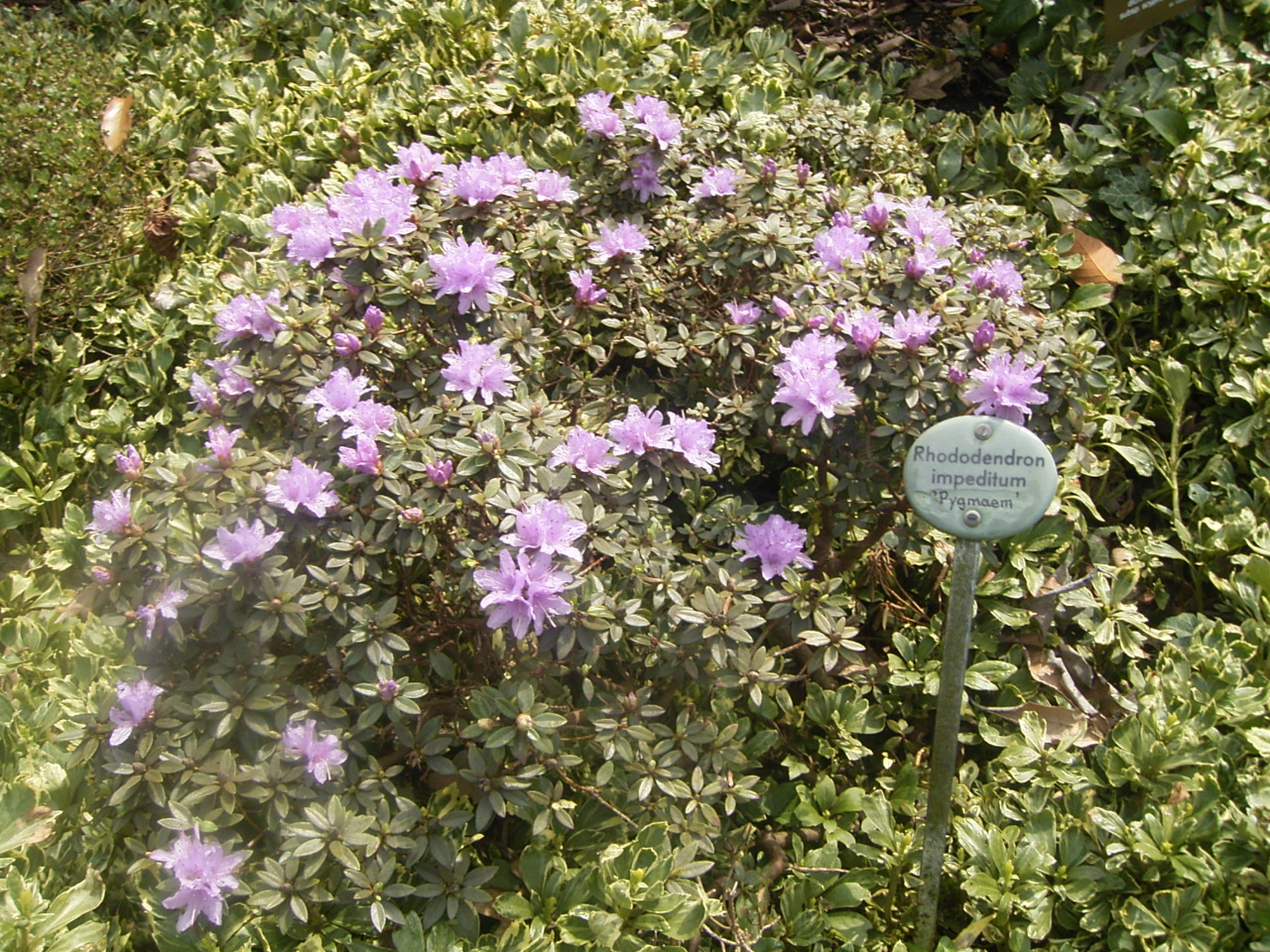
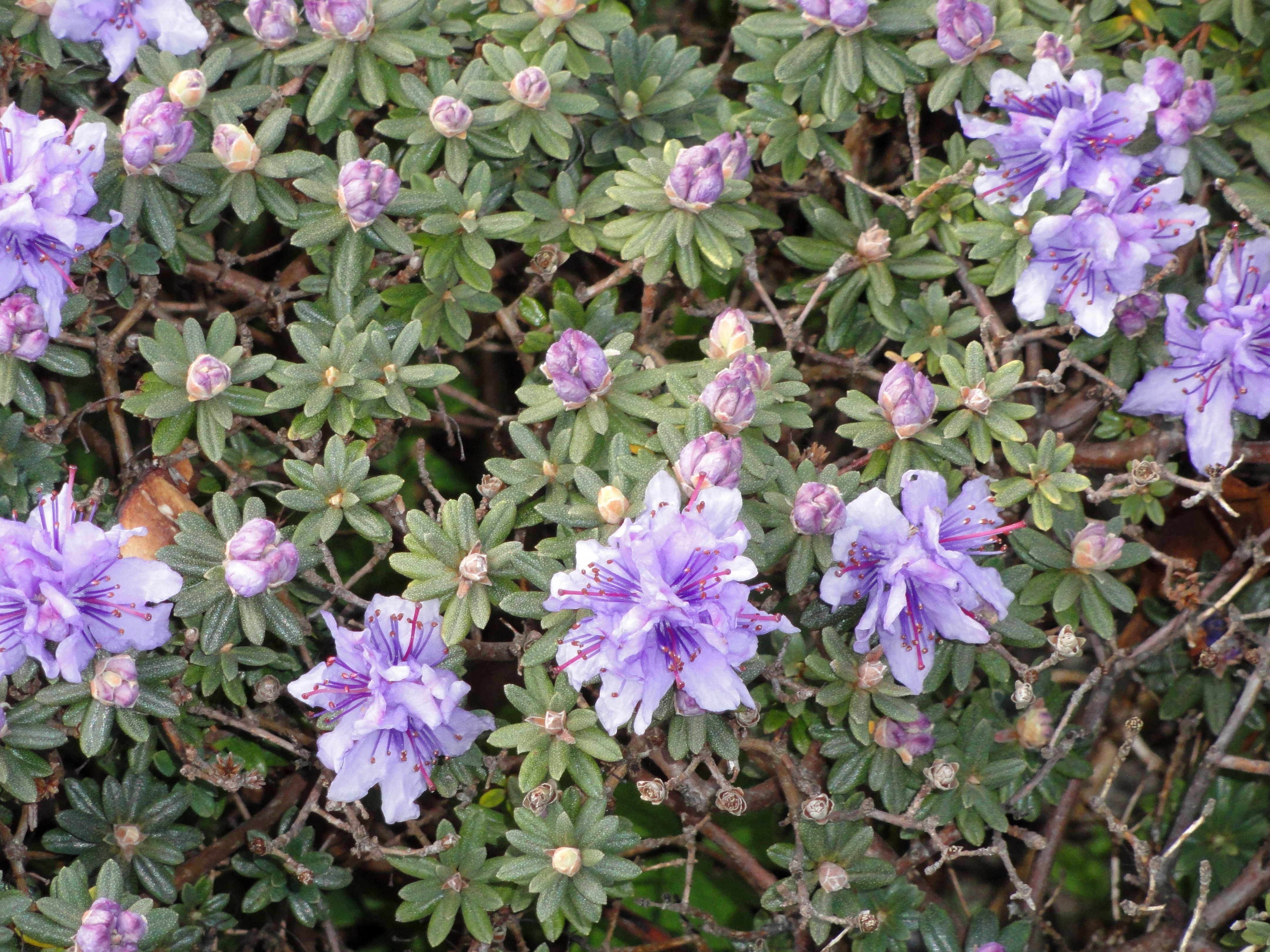
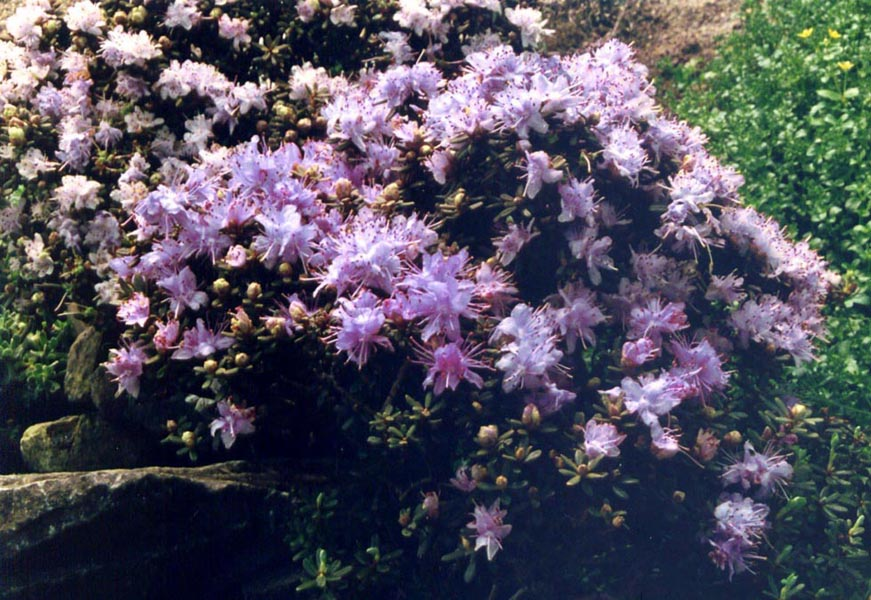